# Barcruni
Barcruni – wieś w Armenii, w prowincji Wajoc Dzor. W 2011 roku liczyła 361 mieszkańców.